# 大村清一
大村 清一（おおむら せいいち、旧字体：大村淸一、1892年（明治25年）5月4日 - 1968年（昭和43年）5月24日）は、日本の内務官僚、弁護士、政治家。衆議院議員（6期、自由民主党）。貴族院議員（勅選）、防衛庁長官（第2代）、内務大臣（第65代）。日本林業協会長、相模女子大学長。
防衛庁長官を務めた大村襄治は子。岳父は東大名誉教授本多静六。

## 経歴
岡山県津山市に生まれる。大村吉五郎の長男。
鹿児島高等農林学校卒業の後、1917年（大正6年）京都帝国大学法科大学独法科卒業。同大学院修了。内務省に入省。土木局属。鹿児島県揖宿郡長、東京市主事、地方、復興局、内務、鉄道各事務官、内務書記官、長野、神奈川県知事となり、長野県知事を2度務め話題になった。
地方、警保局長、警察講習所長、社会局長官を経て、1939年（昭和14年）阿部内閣の文部次官、1943年（昭和18年）日本育英会の初代理事長となる。ほか、東京市助役、資源局、内閣東北局、社会局、企画院の各参与、長野第一健康保険審査会、同地方職業紹介委員会各会長などを歴任した。
1946年（昭和21年）、内務次官に就任。同年第1次吉田内閣の内務大臣となり、同年6月8日、貴族院勅選議員に勅任される。交友倶楽部に所属し1947年（昭和22年）5月2日の貴族院廃止まで在任した。
同年、第23回衆議院議員総選挙において岡山1区から日本自由党公認で立候補して当選した。以来、当選6回。1948年（昭和23年）には兵器処理委員会に関する問題で衆議院不当財産取引調査特別委員会に証人喚問された。
1954年（昭和29年）第1次鳩山一郎内閣の防衛庁長官に就任。初の「防衛力整備長期計画」を作成する。ほかに衆議院議院運営委員長、同懲罰委員長、民主自由党国会対策委員長、自由民主党総務などを務めた。
1968年（昭和43年）5月24日死去、76歳。死没日をもって正四位から正三位に叙され、銀杯一組を賜った。墓所は小平霊園。

## 人物像
大村は、第1次吉田内閣の大臣として日本国憲法の公布文に名前が残る一人である。
宗教は日蓮宗。住所は東京都板橋区南町。

## 栄典
- 1965年4月29日 - 勲一等瑞宝章[3]。
- 1968年5月24日 - 正三位、銀杯一組

## 家族・親族

### 大村家
岡山県津山市、東京都板橋区南町
- 妻・安子（東大名誉教授林学博士・本多静六三女[2]）
明治29年（1896年）10月生[2]～没
- 長男・襄治[2]
- 長女[2]
- 次女[2]
- 次男[2]
- 三男[2]